# ROH World Six-Man Tag Team Championship
Le ROH World Six-Man Tag Team Championship est un titre de catch par équipe nord-américain utilisé par la fédération Ring of Honor. Les titres ont été officiellement annoncé dans un communiqué de presse le 30 août 2016, et ont marqué le premier titre nouvellement créée par la ROH en six ans, à la suite de la création du ROH World Television Championship en 2010.

## Histoire
Le tournoi pour couronner les tout premiers ROH World Six-Man Tag Team Champions a eu lieu entre le 30 septembre et le 2 décembre.
ACH a été initialement annoncé pour le tournoi, mais a fini par être remplacé par le lutteur de la NJPW Kushida.
Participants du tournoi
- ACH/Lio Rush, Jay White et Kushida
- The Addiction (Christopher Daniels et Frankie Kazarian) et Kamaitachi
- The Briscoe Brothers (Jay Briscoe et Mark Briscoe) et Toru Yano
- Bullet Club (Adam Cole, Matt et Nick Jackson)
- The Cabinet (Caprice Coleman, Kenny King et Rhett Titus)
- Jason Kincaid, Leon St. Giovanni et Shaheem Ali
- The Kingdom (Matt Taven, T.K. O'Ryan et Vinny Marseglia)
- Team CMLL (Hechicero, Okumura et Último Guerrero)

## Historique des règnes
| #  | Champions                                                                 | Règne | Date              | Durée     | Lieu                               | Événement                      | Notes | Réf.   |
| -- | ------------------------------------------------------------------------- | ----- | ----------------- | --------- | ---------------------------------- | ------------------------------ | --- | ------ |
| 1. | The Kingdom (Matt Taven, T.K. O'Ryan (en) et Vinny Marseglia)             | 1er   | 2 décembre 2016   | 99 jours  | New York City, New York            | Final Battle 2016              | Battent en finale du tournoi Jay White, Kushida et Lio Rush et deviennent les premiers champions.                                                                                 | [ 3 ]  |
| 2  | Bully Ray et The Briscoe Brothers (Jay Briscoe et Mark Briscoe)           | 1er   | 11 mars 2017      | 104 jours | Las Vegas, Nevada                  | Ring of Honor Wrestling        | | [ 4 ]  |
| 3  | Dalton Castle et The Boys (Brandon et Brent)                              | 1er   | 23 juin 2017      | 58 jours  | Lowell, Massachusetts              | Best in the World 2017         | | [ 5 ]  |
| 4  | Bullet Club (Adam Page, Matt Jackson et Nick Jackson)                     | 1er   | 20 août 2017      | 201 jours | Édimbourg, Écosse                  | War of the Worlds UK           | Hangman Page et les Young Bucks ont remporté les titres mais Kenny Omega, Cody et Marty Scurll ont été autorisés à défendre les titres en vertu de la règle "Bullet Club Rules",. | ,      |
| 5  | SoCal Uncensored (Christopher Daniels, Frankie Kazarian et Scorpio Sky)   | 1er   | 9 mars 2018       | 61 jours  | Las Vegas, Nevada                  | ROH 16th Anniversary           | C'était un Las Vegas Street Fight. |        |
| 6  | The Kingdom (Matt Taven (2), T.K. O'Ryan (en) (2) et Vinny Marseglia (2)) | 2e    | 9 mai 2018        | 73 jours  | Lowell, Massachusetts              | War of the Worlds Tour         | | .      |
| 7  | Bullet Club/The Elite (Cody, Matt Jackson (2) et Nick Jackson (2))        | 1er   | 21 juillet 2018   | 106 jours | Atlanta, Géorgie                   | Ring of Honor Wrestling        | Au cours de ce règne, Cody et les Young Bucks (et d'autres) quittèrent le Bullet Club pour former The Elite.                                                                      | [ 9 ]  |
| 8  | The Kingdom (Matt Taven (3), T.K. O'Ryan (en) (3) et Vinny Marseglia (3)) | 3e    | 4 novembre 2018   | 132 jours | Columbus, Ohio                     | Survival of the Fittest        | | .      |
| 9  | Villain Enterprises (Brody King, Marty Scurll et PCO)                     | 1er   | 16 mars 2019      | 301 jours | Sunrise Manor, Nevada              | Ring of Honor Wrestling        | | .      |
| 10 | MexiSquad (Bandido, Flamita et Rey Horus (en))                            | 1er   | 11 janvier 2020   | 405 jours | Atlanta, Géorgie                   | Saturday Night at Center Stage | |        |
| 11 | Shane Taylor Promotions (Kaun (en), Moses et Shane Taylor)                | 1er   | 19 février 2021   | 295 jours | Baltimore, Maryland                | Ring of Honor Wrestling        | | .      |
| 12 | The Righteous (Bateman, Dutch et Vincent)                                 | 1er   | 11 décembre 2021  | 224 jours | Baltimore, Maryland                | Final Battle                   | |        |
| 13 | Dalton Castle et The Boys (Brandon et Brent)                              | 2e    | 23 juillet 2022   | 140 jours | Lowell, Massachusetts              | Death Before Dishonor          | |        |
| 14 | The Embassy (Brian Cage, Kaun (en) (2) et Toa Liona (en))                 | 1er   | 10 décembre 2022  | 286 jours | Arlington, Texas                   | Final Battle                   | |        |
| 15 | The Elite ("Hangman" Adam Page (2) et les Young Bucks (3))                | 2e    | 22 septembre 2023 | 40 jours  | New York                           | Rampage: Grand Slam            | Ils battent Mogul Embassy et deviennent la troisième équipe à gagner deux fois les ceintures.                                                                                     | [ 13 ] |
| 16 | Mogul Embassy (Brian Cage (2), Kaun (en) (3) et Toa Liona (en) (2))       | 2e    | 1er novembre 2023 | 77 jours  | Louisville (Kentucky)              | Dynamite                       | Ils prennent leur revanche sur leurs précédents adversaires et deviennent la quatrième équipe à gagner deux fois les ceintures.                                                   | [ 14 ] |
| 17 | Bullet Club Gold (Jay White, Austin Gunn et Colten Gunn)                  | 1er   | 17 janvier 2024   | 175 jours | North Charleston (Caroline du Sud) | Dynamite                       | Ils battent Mogul Embassy et remportent les titres pour la première fois de leurs carrières.                                                                                      | [ 15 ] |
| -  | Vacant                                                                    | -     | 10 juillet 2024   | -         | -                                  | Collision                      | Leurs titres sont retirés à la suite d'une blessure de Jay White. | [ 16 ] |
| 18 | Dustin Rhodes, Marshall et Ross Von Erich (en)                            | 1er   | 27 juillet 2024   | 230 jours | Arlington (Texas)                  | Battle of the Belts XI         | En battant The Undisputed Kingdom (Matt Taven, Mike Bennett et Roderick Strong) pour le championnat vacant.                                                                       | [ 17 ] |

## Règnes combinés

### Par équipe
Au  14 mars 2025.
| #  | Équipe                                                                 | Règnes | Jours |
| -- | ---------------------------------------------------------------------- | ------ | ----- |
| 1  | Bandido, Flamita & Rey Horus (en) (MexiSquad)                          | 1      | 405   |
| 2  | Brian Cage, Kaun (en) & Toa Liona (en) (The Embassy)                   | 2      | 361   |
| 3  | Matt Taven, T.K. O'Ryan (en) & Vinny Marseglia (The Kingdom)           | 3      | 304   |
| 4  | Brody King, Marty Scurll & PCO (Villain Enterprises)                   | 1      | 301   |
| 5  | Kaun (en), Moses & Shane Taylor (Shane Taylor Promotions)              | 1      | 295   |
| 6  | Adam Page, Matt Jackson & Nick Jackson (Bullet Club / The Elite)       | 2      | 243   |
| 7  | Bateman, Dutch & Vincent (The Righteous)                               | 1      | 224   |
| 8  | Dalton Castle, Brandon & Brent (The Boys)                              | 2      | 198   |
| 9  | Jay White, Austin Gunn & Colten Gunn (Bullet Club Gold/Bang Bang Gang) | 1      | 175   |
| 10 | Cody, Matt Jackson & Nick Jackson (Bullet Club / The Elite)            | 1      | 106   |
| 11 | Bully Ray, Jay Briscoe & Mark Briscoe (The Briscoe Brothers)           | 1      | 104   |
| 12 | Christopher Daniels, Frankie Kazarian & Scorpio Sky (SoCal Uncensored) | 1      | 61    |
| 13 | Dustin Rhodes, Marshall et Ross Von Erich (en)                         | 1      | 230   |

### Par catcheur
Au  14 mars 2025.
| #  | Catcheur                | Règnes | Jours |
| -- | ----------------------- | ------ | ----- |
| 1  | Kaun (en)               | 3      | 656   |
| 2  | Vinny Marseglia         | 4      | 528   |
| 3  | Bandido                 | 1      | 405   |
| 3  | Flamita                 | 1      | 405   |
| 3  | Rey Horus (en)          | 1      | 405   |
| 6  | Brian Cage              | 2      | 361   |
| 6  | Toa Liona (en)          | 2      | 361   |
| 8  | Matt Jackson            | 1      | 307   |
| 8  | Nick Jackson            | 1      | 307   |
| 10 | Matt Taven              | 3      | 304   |
| 10 | T.K. O'Ryan (en)        | 3      | 304   |
| 12 | Brody King              | 1      | 301   |
| 12 | Marty Scurll            | 1      | 301   |
| 12 | PCO                     | 1      | 301   |
| 15 | Moses                   | 1      | 295   |
| 15 | Shane Taylor            | 1      | 295   |
| 17 | Bateman                 | 1      | 224   |
| 17 | Dutch                   | 1      | 224   |
| 19 | Adam Page               | 1      | 201   |
| 20 | Dalton Castle           | 2      | 198   |
| 20 | Brandon Tate (en)       | 2      | 198   |
| 20 | Brent Tate (en)         | 2      | 198   |
| 23 | Austin Gunn             | 1      | 175   |
| 23 | Colten Gunn             | 1      | 175   |
| 23 | Jay White               | 1      | 175   |
| 26 | Cody                    | 1      | 106   |
| 27 | Bully Ray               | 1      | 104   |
| 27 | Jay Briscoe             | 1      | 104   |
| 27 | Mark Briscoe            | 1      | 104   |
| 30 | Christopher Daniels     | 1      | 61    |
| 30 | Frankie Kazarian        | 1      | 61    |
| 30 | Scorpio Sky             | 1      | 61    |
| 33 | Dustin Rhodes           | 1      | 230   |
| 33 | Marshall Von Erich (en) | 1      | 230   |
| 33 | Ross Von Erich (en)     | 1      | 230   |